# Hofgraben (München)
Der Hofgraben in München liegt in der Altstadt und verläuft von der Maximilianstraße nach Süden, biegt an der Einmündung der Pfisterstraße um 90 Grad nach Westen ab und zieht sich bis zu Kreuzung Dienerstraße/Residenzstraße.

## Geschichte
Unter Kaiser Ludwig dem Bayern wurde die Stadt zum ersten Male erweitert und mit Stadtmauern umgeben, welche ein Festungsgraben umschloss. Jenes Stück dieses Grabens, das an der kleinen Herzogburg vorbeizog, die später Alter Hof genannt wurde, hieß Hofgrabenbach. Der Festungsgraben wurde zugeschüttet und die darauf errichtete Straße behielt den Namen „Hofgraben“. Das Münzgebäude, welches zu Anfang des 19. Jahrhunderts der Hofpferdestall war, wurde zusammen mit der längs an die Maximilianstraße stoßenden Seite mit einem neuen Flügelbau versehen.

## Lage
Der Hofgraben verläuft von der Maximilianstraße nach Süden, biegt an der Einmündung der Pfisterstraße um 90 Grad nach Westen ab und zieht sich bis zu Kreuzung Dienerstraße/Residenzstraße, bevor sie in die Schrammerstraße übergeht. Am Hofgraben Nr. 4 befindet sich seit 1987 das Bayerische Landesamt für Denkmalpflege. Am Hofgraben Nr. 9 befindet sich das Restaurant Azuki. Ein Teil des Hofgrabens wird durch die Zweite Stammstrecke der Münchner S-Bahn untertunnelt, die 2037 fertiggestellt werden soll.

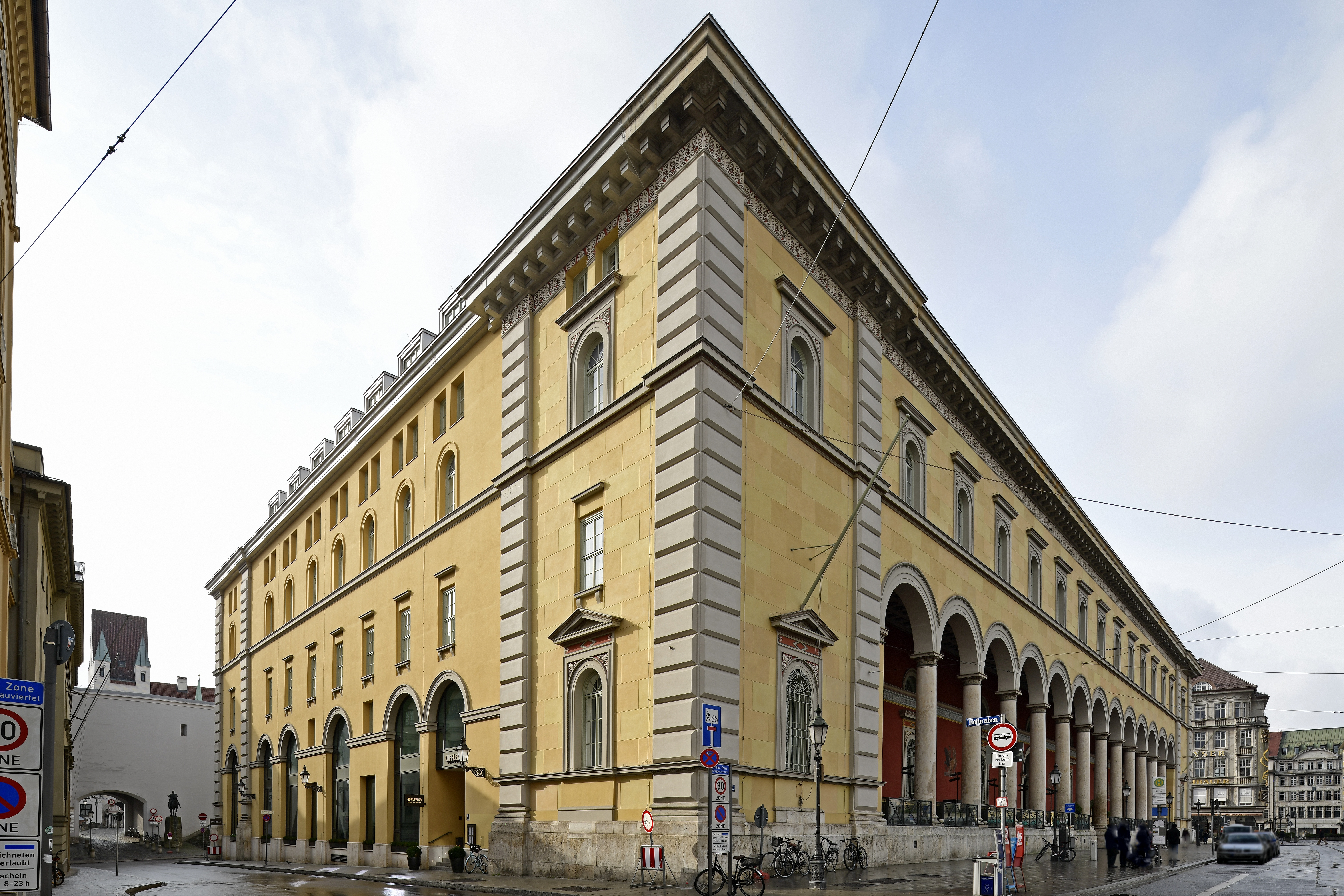
Gebäude der früheren Alten Post, Ecke Maximilianstraße/Hofgraben
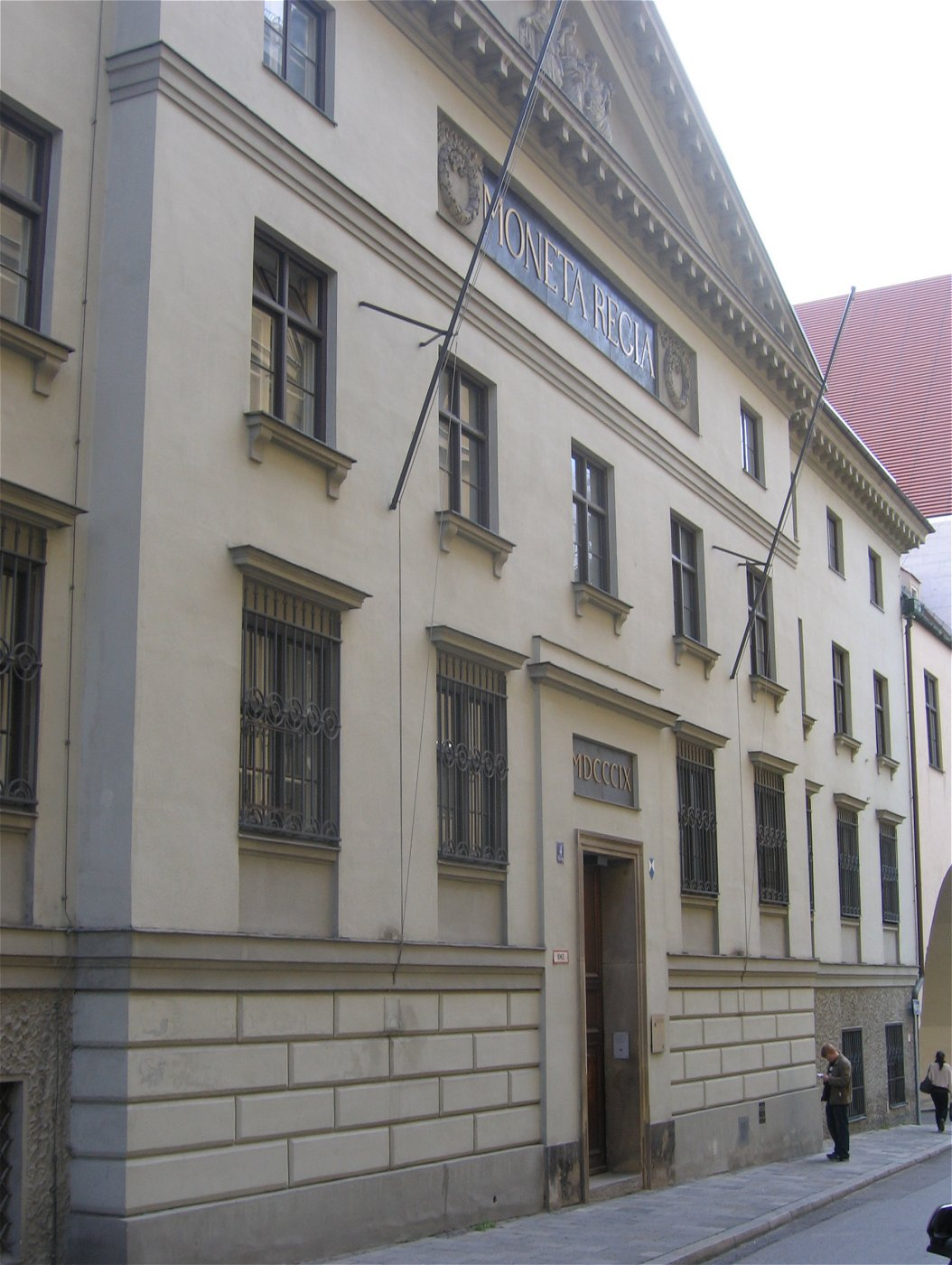
Alte Münze (Moneta regia)
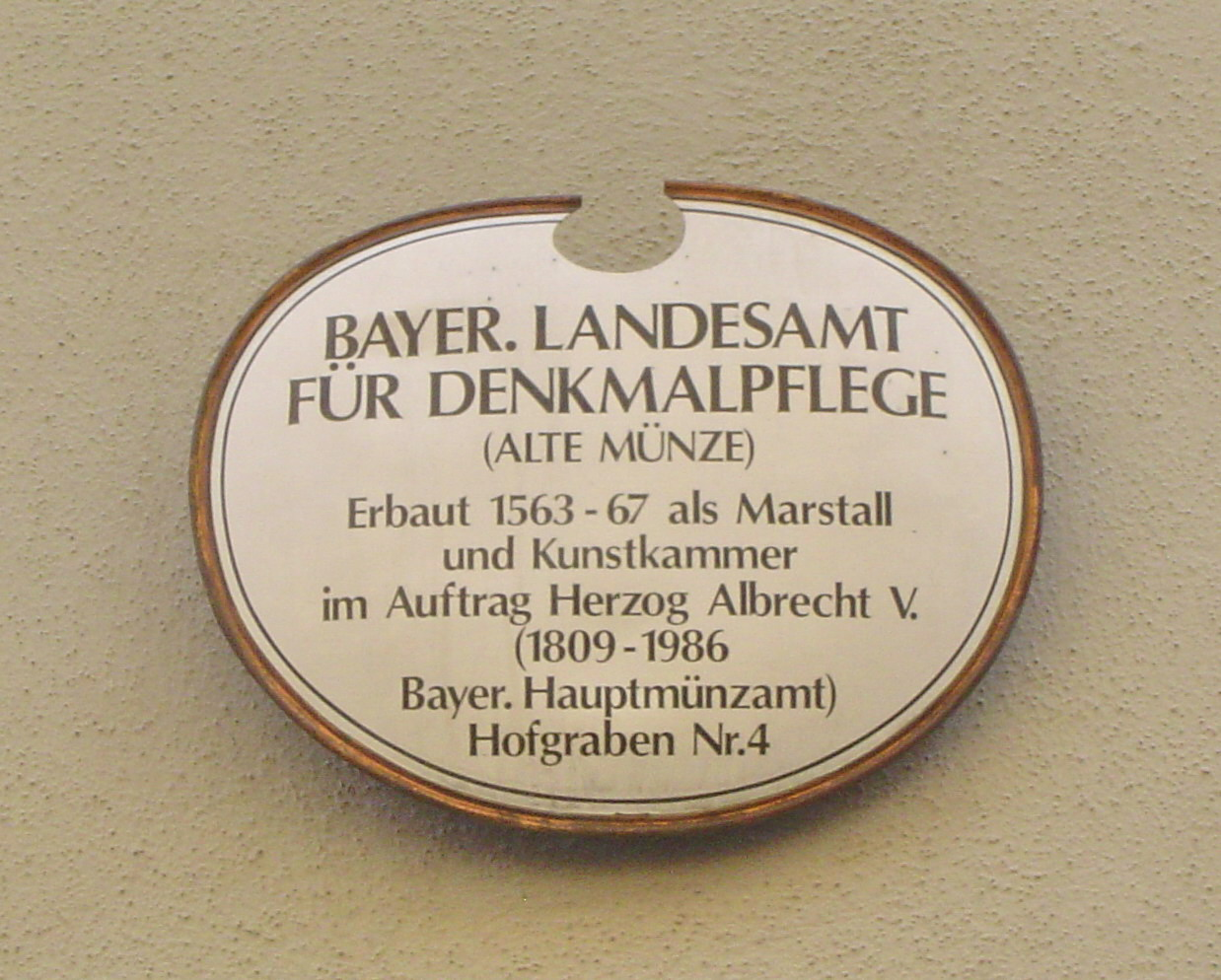
Infotafel für die vorangegangenen Gebäudebesitzer Am Hofgraben Nr. 4
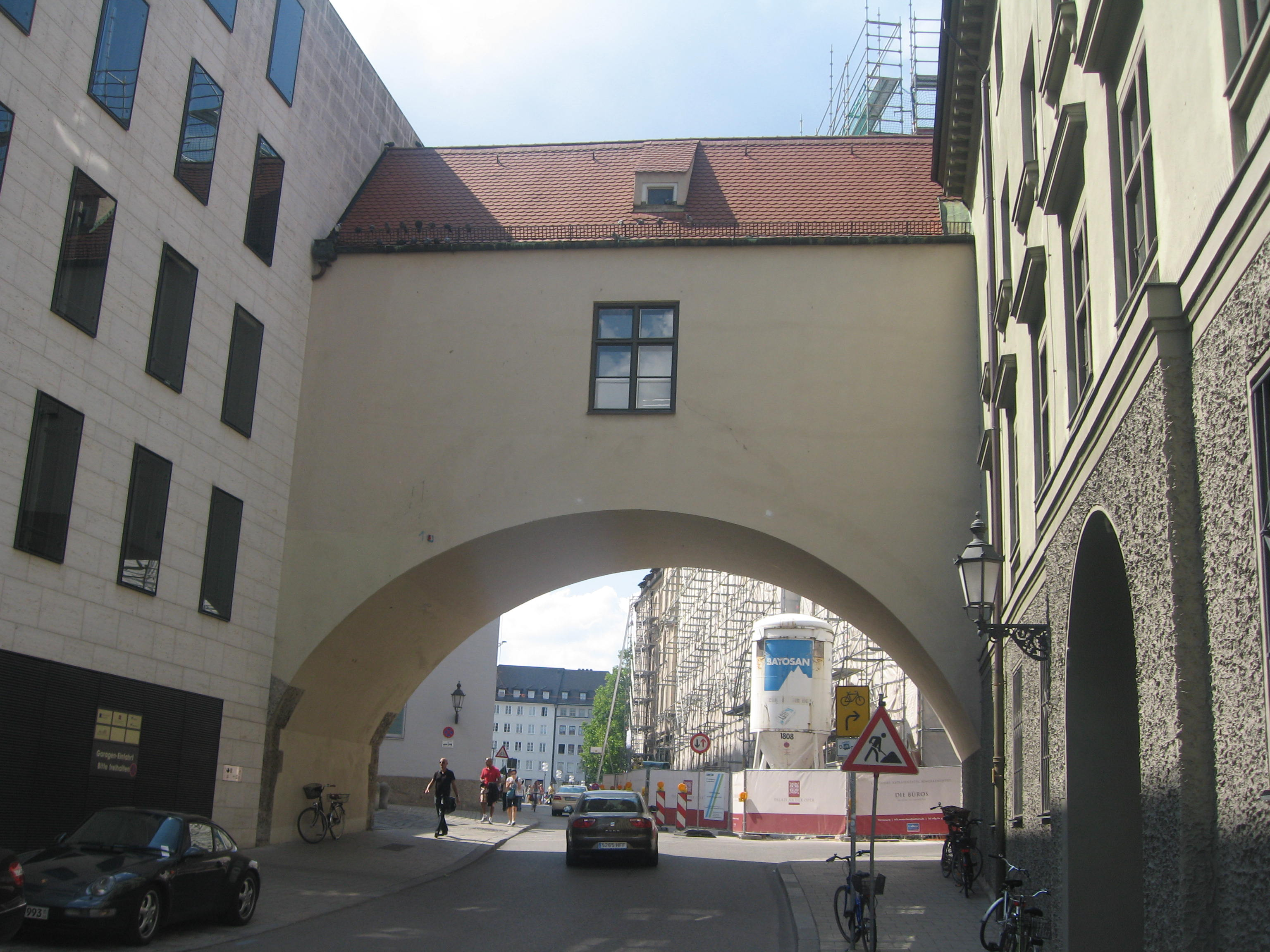
Blick von der Pfisterstraße auf den Hofgraben in westlicher Richtung; nach Süden zweigt sie zur Maximilianstraße ab.
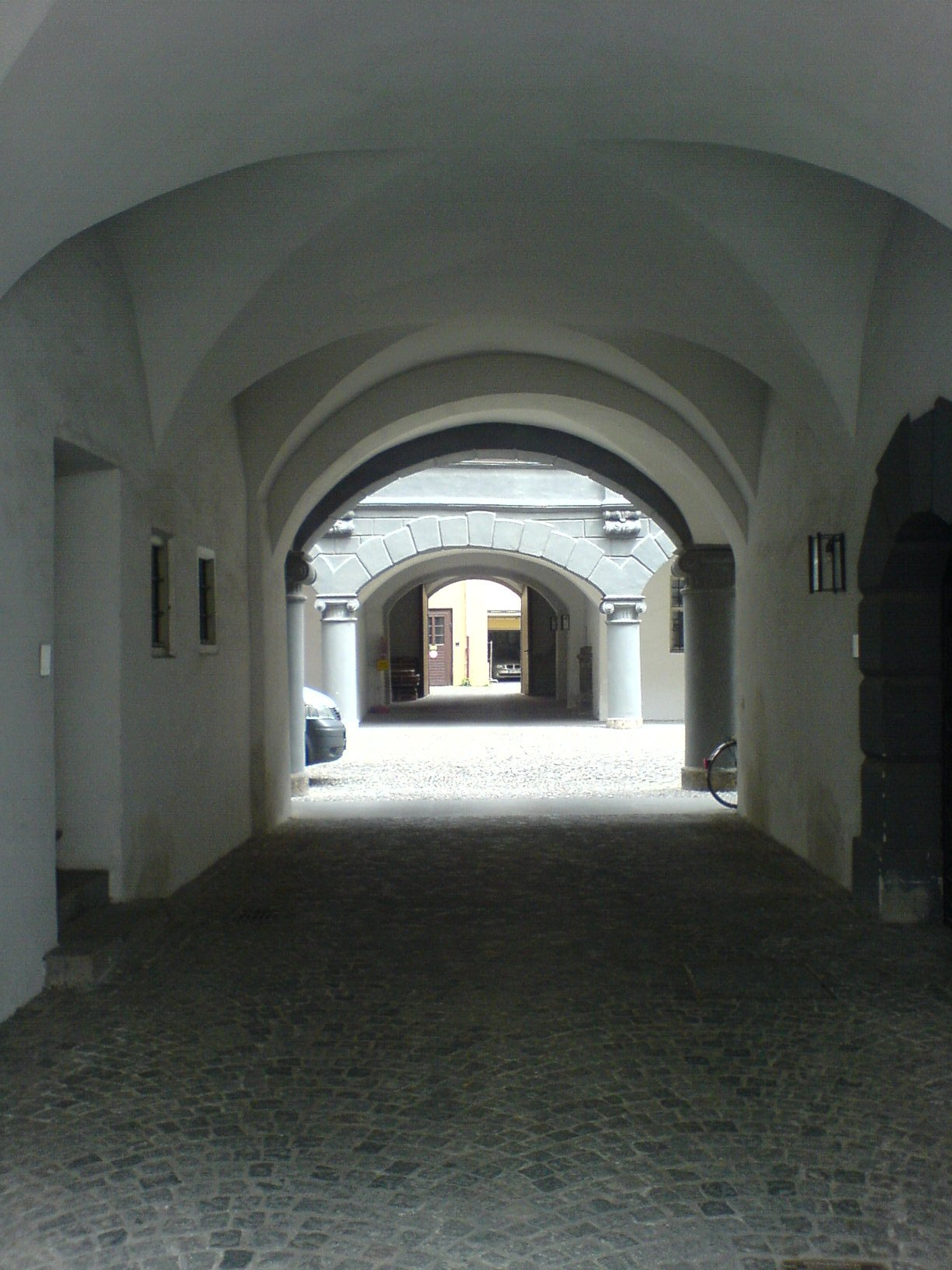
Durchfahrt vom Alten Hof zum Hofgraben
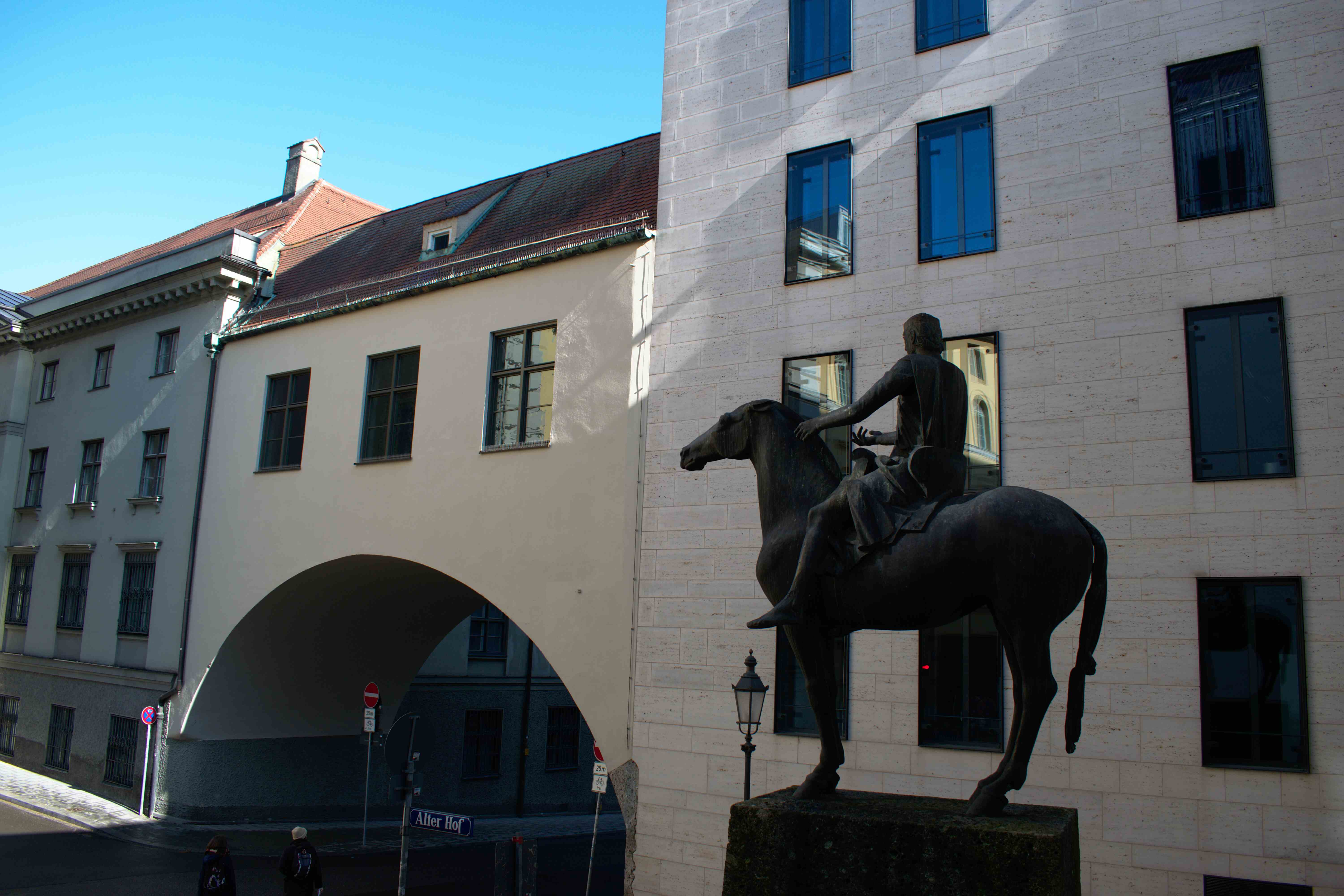
Das Tor vom Hofgraben zum Alten Hof, rechts davon eine Statue von Kaiser Ludwig dem Bayern
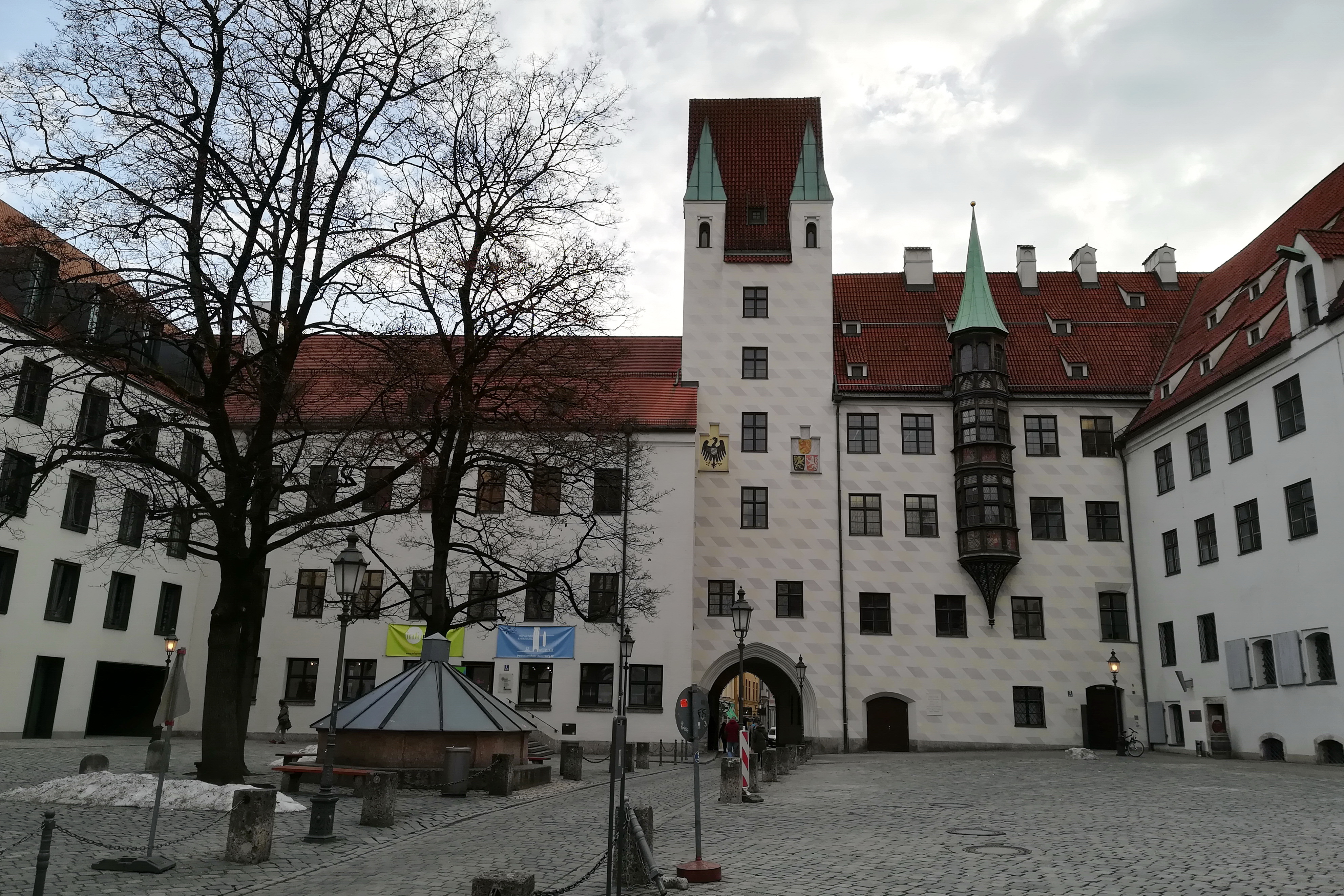
Alter Hof am Hofgraben gelegen.